# Hans-Henning Kortüm
Hans-Henning Kortüm (* 25. Juni 1955) ist ein deutscher Historiker.
Hans-Henning Kortüm studierte Germanistik, Geschichte und Volkswirtschaft an der Universität Tübingen. Dort wurde er 1985 mit einer von Harald Zimmermann betreuten Arbeit über Richer von Reims promoviert. Die Habilitation erfolgte 1991 ebenfalls bei Zimmermann in Tübingen mit einer Arbeit über die päpstlichen Privilegien von 896 bis 1046. Als Nachfolger von Wilfried Hartmann lehrte Kortüm von 1999 bis zu seinem Ruhestand als Professor für mittelalterliche Geschichte an der Universität Regensburg.
In seiner Dissertation lieferte er zahlreiche Korrekturen bisheriger Forschungsmeinungen zum Reimser Mönch. Er konnte nachweisen, dass Richer sich den Regeln antiker Rhetorik verpflichtet fühlte. Allerdings bewegte Kortüm sich mit seinen Wertungen in traditionellen Bahnen, nach denen Richer „schon immer als ein früher Vertreter des französischen Nationalgefühls“ galt und bei ihm „deutlich ,nationale‘ Untertöne spürbar“ werden. In seiner Habilitationsschrift konnte Kortüm zeigen, dass die Privilegien nicht nur inhaltlich vom Empfänger beeinflusst waren, sondern, dass „auch die sprachliche Ausgestaltung großer Teile der Dispositio, also des materiellen Kerns einer Urkunde, sehr oft ganz unmittelbar auf den Empfänger zurückgegangen ist, ohne daß, wie eigentlich zu erwarten wäre, der die Urkunde schreibende Skriniar oder gar der ausstellende Datar einen für uns erkennbaren Einfluß ausgeübt hätten“. Aus einer Vorlesung ging 1996 eine Einführung in die mittelalterlichen Vorstellungswelten hervor.
Einen Hauptarbeitsschwerpunkt Kortüms bildet die Erforschung des mittelalterlichen Krieges unter kulturwissenschaftlichen Fragestellungen. Er veröffentlichte 2010 über Kriege im Mittelalter eine Darstellung, die in der Fachwelt einen zwiespältigen Eindruck hinterlassen hat. In fünf Abschnitten befasst er sich darin mit der Definition und Charakterisierung mittelalterlicher Kriege, den Ursachen für die Kriege, den Akteuren und präsentiert die Mittel und Wege der Kriegsführung sowie die Umsetzung und Gewaltcharakter.

## Schriften (Auswahl)
Monografien
- Kriege und Krieger 500–1500. Kohlhammer, Stuttgart 2010, ISBN 978-3-17-021416-3.
- Menschen und Mentalitäten. Einführung in Vorstellungswelten des Mittelalters. Akademie-Verlag, Berlin 1996, ISBN 3-05-002603-0.
- Zur päpstlichen Urkundensprache im frühen Mittelalter. Die päpstlichen Privilegien 896–1046 (= Beiträge zur Geschichte und Quellenkunde des Mittelalters. Bd. 17). Thorbecke, Sigmaringen 1995, ISBN 3-7995-5717-2 (Zugleich: Tübingen, Universität, Habilitationsschrift, 1992).
- Richer von Saint-Remi. Studien zu einem Geschichtsschreiber des 10. Jahrhunderts (= Historische Forschungen. Bd. 8). Steiner, Stuttgart 1985, ISBN 3-515-04288-1.

Herausgeberschaften
- mit Jürgen Heinze: Aggression in humans and other primates. Biology, psychology, sociology. De Gruyter, Berlin/Boston 2013, ISBN 978-3-11-029133-9.
- mit Horst Carl, Dieter Langewiesche: Kriegsniederlagen. Erfahrungen und Erinnerungen. Akademie Verlag, Berlin 2004, ISBN 978-3-05-004015-8.
- Krieg im Mittelalter. Akademie-Verlag, Berlin 2001, ISBN 3-05-003496-3.